# Magdalena Olechnowska
Renata Szykulska (ur. 21 lipca 1977) – polska lekkoatletka, specjalizująca się w trójskoku, medalistka mistrzostw Polski.

## Kariera sportowa
Była zawodniczką AZS-AWF Warszawa i Schöllera Namysłów.
Na mistrzostwach Polski seniorek na otwartym stadionie zdobyła jeden medal: brązowy w trójskoku w 2000. W halowych mistrzostw Polski seniorek zdobyła jeden medal w tej samej konkurencji: brązowy w 2000.
Rekord życiowy w trójskoku: 12,95 (15.07.2000).